# Centre de détention de Toul
Ne doit pas être confondu avec Caserne Ney.
Le centre de détention de Toul est un centre de détention français situé dans la commune de Toul, dans le département de Meurthe-et-Moselle et dans la région Grand Est.
L'établissement dépend du ressort de la direction interrégionale des services pénitentiaires de Strasbourg. Au niveau judiciaire, l'établissement relève du tribunal judiciaire de Nancy et de la cour d'appel de Nancy.

## Histoire

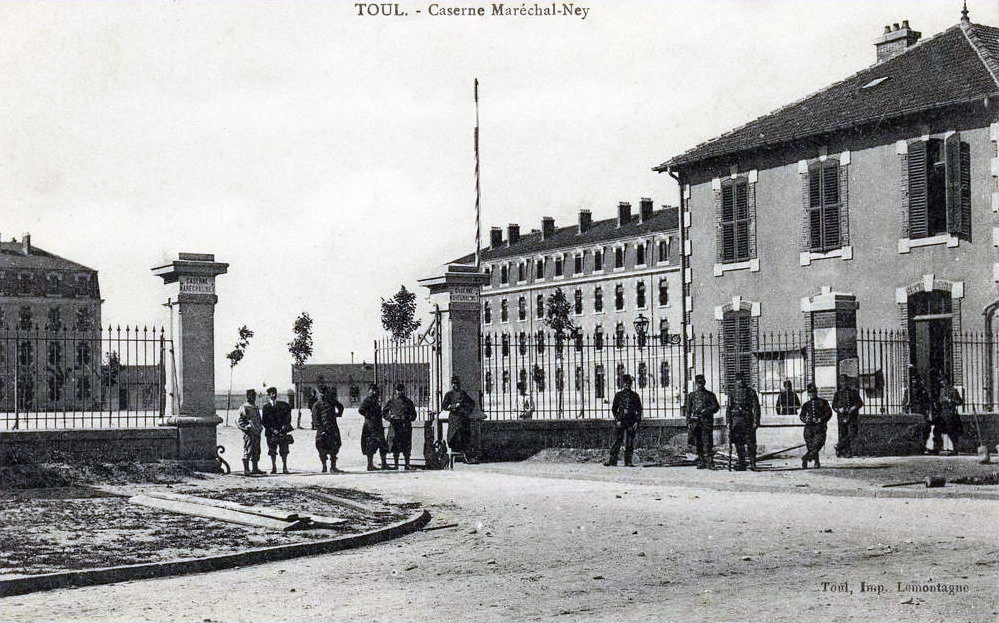
Caserne Maréchal Ney, vers 1915

### La caserne Maréchal Ney
À partir de 1900, la caserne Maréchal Ney héberge le détachement principal du 146e Régiment d’Infanterie.
A la fin de la Première Guerre mondiale, la caserne est occupée par le « Base Hospital 210 » des Forces Expéditionnaires Américaines (AEF),. L'établissement est constitué le 1er novembre 1918 en prévision d'une offensive prévue au sud de Metz mais qui n'aura cependant jamais lieu. En conséquence, l’hôpital n'accueille que des convalescents et traite 5849 patients jusqu'au 31 mars 1919. L'établissement est rapatrié aux États-Unis le 9 juin 1919.

### Reconversion en centre de détention
La caserne Ney est transférée du ministère de la guerre au ministère de la justice le 20 décembre 1947. Le site ouvre en tant que prison en 1949, tout d'abord sous le statut de maison centrale puis devient un centre de détention le 23 mai 1975.

## Description
Situé au 804 rue du Maréchal Lyautey à Toul, le centre de détention est l'un des cinq établissements pénitentiaires du département. Il dépend du ressort de la direction interrégionale des services pénitentiaires de Strasbourg et, au niveau judiciaire, relève du tribunal judiciaire de Nancy et de la cour d'appel de Nancy.
L'établissement a une capacité d'accueil de 427 places exclusivement pour des détenus majeurs hommes condamnés à des peines de un an et plus et composé exclusivement en quartier « Centre de détention Hommes ». Il est composé de trois bâtiments : un bâtiment administratif et deux bâtiments dédiés à la détention. Il comporte également trois ateliers dédiés à la métallerie, la menuiserie et au façonnage, d’un gymnase et d’un terrain de sport.
Au 1er février 2022, l'établissement accueillait 329 détenus, soit un taux d'occupation de 91.1%.
Depuis 2011, le centre de détention est l'un des 22 établissements pénitentiaires à accueillir en priorité les auteurs d’infractions à caractère sexuel (AICS),.
L'établissement fonctionne uniquement en gestion publique.

## Actions de réinsertion
En 2022, l'établissement propose un projet sportif unique en France regroupant des détenus et des membres personnel de l'établissement qui s'entrainent ensemble afin de préparer un triathlon.

## Détenus notables
En 2018, Ali Attay, condamné à neuf ans d’emprisonnement pour avoir rejoint la Syrie où il y avait côtoyé un des kamikazes du Bataclan, est incarcéré dans l'établissement.

## Événements notables

### Mutinerie de 1971
Le 5 décembre 1971 commence un mouvement de protestation de 285 des 375 détenus qui sera suivi par de nombreux autres dans les centres pénitentiaires français, dont la maison d'arrêt Charles-III un mois plus tard en janvier 1972.
Le refus initial de retourner en cellule après la promenade se transforme en grève dans les ateliers puis en mutinerie à partir du 9 décembre 1971. Les prisonniers demandent le départ du directeur et du gardien-chef, ainsi que de l'eau chaude dans les douches et des soins dentaires.
Ils saccagent le lieu de détention afin d'être transférés dans d'autres prisons. Une intervention des forces de l'ordre fait de nombreux blessés. La mutinerie est soutenue par Michel Foucault, ainsi que par la psychiatre de la prison, qui interpellent publiquement le président de la République.
Le 15 décembre 1971, une commission d"enquête est constituée ; elle reconnaît en janvier 1972 la dureté des conditions de détention.

### Autres événements notables
En janvier 2014, une psychologue de l'établissement est prise en otage par un détenu à l'aide d'une arme artisanale durant une audience disciplinaire, nécessitant l'intervention des ERIS et du GIPN. Le détenu se rend finalement durant la nuit,.
Le 30 août 2017, une partie du personnel de l'établissement organise un blocage de l'établissement à la suite de l'agression d'un agent. Le 12 février 2019, des membres du personnel de l'établissement organisent un nouveau blocage de celui-ci afin de dénoncer les problèmes de sécurité dans l'établissement et les risques liés à l'incarcération de détenus djihadistes de retour de Syrie.
En mars 2021, trois surveillants pénitentiaires sont accusés d'avoir introduit de l'alcool dans l'établissement et d'avoir organisé des « repas arrosés » avec des détenus,.
Le 8 juillet 2021, un détenu grimpe et se retranche sur le toit de l'établissement en grimpant grâce aux échafaudages mis en place dans le cadre des travaux de réfection de la toiture de l'établissement, l'incident nécessitant l'intervention des ERIS. Il est interpelé sept heures après le début de l'incident,.
En décembre 2021, l'établissement est considéré comme le premier de la région Grand Est à être touché par la cinquième vague de la pandémie de COVID 19.